# Markus Tavakoli
Markus Tavakoli (* 14. Juli 1974 in Klosterneuburg) ist ein österreichischer Schauspieler, Regisseur, DJ und Sounddesigner.

## Ausbildung
Markus Tavakoli erhielt seine Ausbildung zum Schauspieler an der Schauspielschule Krauss in Wien und in Improvisation, Coaching und Theaterpädagogik bei Michaela Obertscheider. 2001 schloss Tavakoli die dreijährige Ausbildung mit einer staatlich anerkannten Diplomprüfung zum Schauspieler für Theater, Film und Fernsehen mit Auszeichnung ab.

## Engagements und Arbeiten
Engagements als Schauspieler führten ihn an das Turmtheater Regensburg, die Studiobühne Reduta Berlin, das Theater Phönix und das Theater des Kindes Linz. Das Stadttheater Mödling, das SCHÄXPIR Festival Linz, das Szene Bunte Wähne Festival Wien, das dietheater Konzerthaus und die freie Szene Wien sind weitere Stationen. 
Als Mitglied der Ensembles Flying Sauces (Kabarett), Impromotion (Improvisationstheater) oder TIWO (Theater im Wohnzimmer) stellt Tavakoli seine Talente unter Beweis. Regelmäßige Lehrtätigkeiten als Leiter der Kinderkurse der Komödienschule Porcia sowie als Workshopleiter und Coach für Schülerinnen und Schüler an Wiener Volksschulen und Gymnasien sowie Musicalschulen.
Als professioneller DJ und Sounddesigner folgen internationale Tätigkeiten in namhaften Clubs und Lokalen, für Promotions, den Silvesterpfad der Stadt Wien, den Radiosender FM4 und für MTV. Diverse Engagements für Sounddesigns im Schauspielbereich lassen Tavakoli eindrucksvolle Sound- und Musikbearbeitungen für Theaterstücke gestalten. 
Als Regisseur und Autor arbeitet Tavakoli unter anderem für die Komödienspiele Porcia (Spittal an der Drau), das Schäxpir Festival und freie Produktionen.

## Theatrografie (Auswahl)
2007
- „love me gender“, Sounddesign, Regie: Brigitta Waschnig; Produktion: theaternyx, Aufführungsort: AK-Bildungshaus,
- „Kunst“ von Yasmina Reza, Rolle des Marc, Regie: Johannes Seilern, Aufführungsort: Tiroler Landesmuseum Ferdinandeum, Innsbruck
- „Küche und Nebenräume“ von Agnès Jaoui und Jean-Pierre Bacri, Rolle des Jacques, Regie: Dominik Kaschke, Aufführungsorte: Theater Center Forum Wien, Kleines Theater Salzburg
- „Nikio und der große Samurai“ von Jesper B. Karlsen, Sounddesign und Rolle des Samurai Endo, Regie: John F. Kutil, Aufführungsort: Theater des Kindes, Linz
- „Anna und Du“ von Universal Music, ORF und 3 produzierte Sitcom, Episodenrolle des Redakteurs, Regie: Stefan Wolner
- Komödienspielen Porcia (Spittal an der Drau), 2007:
  - „Die Biene Maja“ von Angelica Ladurner und Markus Tavakoli, Autor und Regie
  - „Der eingebildete Kranke“ von Molière, Rolle des Bonnefois (Notar), Regie: Peter Gruber
  - „Komödienschule“ Porcia, Leitung des Kinderschauspielkurses

2006
- „Schnickschnack“ von Claus Senderovitz, Sounddesign und in der Rolle des Trolls, Regie: Georg Staudacher, Aufführungsort: Theater des Kindes, Linz
- „Bombenstimmung“, Rolle diverser Terroristen, Inszenierung: John F. Kutil, Dramaturgie: Gernot Plass, Aufführungsort: TAG Wien
- „Kunst“ von Yasmina Reza, Rolle des Marc, Regie: Johannes Seilern, Aufführungsort: div. Wohnzimmer in Hamburg
- „33 Stunden Impromarathon“ von ImP-acT, Spielleitung und Coaching: Michaela Obertscheider, Aufführungsort: Sargfabrik
- Komödienspiele Porcia, 2006 
  - „Das tapfere Schneiderlein“ von den Gebrüdern Grimm, Stückbearbeitung und Regie,
  - „Der Lackierte“ von Georges Feydeau, Rolle des Soldignac, Regie: Werner Schneyder
  - „Komödienschule“ Porcia, Leitung des Kinderschauspielkurses
- „Silvesterpfad“ Wien, Moderation auf der „Musikstraße“, Kärntner Straße inkl. DJ-Tätigkeit

2005
- „Schnickschnack“ von Claus Senderovitz, Sounddesign und Rolle des Trolls, Regie: Georg Staudacher, Aufführungsort: Theater des Kindes, Linz
- „3. Berlin36 Kurzfilmfestival“, Regie: Georg Staudacher,
- „Sahra’s Welt“ – Tanztheater von Martina Haager, Sounddesign, szenische Regie und Rolle des DJs, Choreographie und Regie: Martina Haager, Aufführungsort: Tanzfestival Szene Bunte Wähne im Dschungel Wien
- „Kunst“ von Yasmina Reza, Rolle des Marc, Regie: Johannes Seilern, Aufführungsort: Stadttheater Mödling
- Komödienspiele Porcia, 2005 
  - „Der Geizige“ von Moliere, Rollen des Simon, ein Kreditvermittler und des Kommissars, Regie: Peter Gruber;
  - „König Karl der Kleinste“ von B. Schistek & A. Moldaschl, Rolle des König Karl, Regie: Andreas Moldaschl
  - „Komödienschule“ Porcia, Leitung des Kinderschauspielkurses
- „Silvesterpfad“ Wien, Moderation auf der „Musikstraße“, Kärntner Straße inkl. DJ-Tätigkeit

2004
- „König Karl der Kleinste“ von B. Schistek & A. Moldaschl, Rolle des König Karl, Regie: Andreas Moldaschl; Musik: Georg Danzer, Wiederaufnahme: Kleines Theater Salzburg
- „Family Live“ – improvisierte Familiensoap, Rolle eines Gastes, Regie und Coaching: Michaela Obertscheider, Aufführungsorte: Phönix Theater Linz und Landestheater Linz, Kammerspiele
- „Sahra’s Welt“ – Tanztheater von Martina Haager, Sounddesign, szenische Regie und in der Rolle des DJs, Choreographie und Regie: Martina Haager, Aufführungsort: Schäxpir Festival Linz
- Seit dem Herbst 2004 Mitglied der Gruppe „TIWO“ (Theater im Wohnzimmer): „Kunst“ von Yasmina Reza, Rolle des Marc, Regie: Johannes Seilern,
- Komödienspiele Porcia, 2004 
  - „Der Bauer als Millionär“ von Ferdinand Raimund, Rollen des Bustorius, Zauberer aus Warasdin, Regie: Peter Gruber,
  - „Ein idealer Gatte“ von Oscar Wilde, Rolle des Vicomte de Nanjac, Regie: Werner Schneyder
  - „Komödienschule“ Porcia, Leitung des Kinderschauspielkurses
- „Silvesterpfad“ Wien, Moderation auf der „Musikstraße“, Kärntner Straße inkl. DJ-Tätigkeit

2003
- „König Karl der Kleinste“ von B. Schistek & A. Moldaschl, Rolle des König Karl, Regie: Andreas Moldaschl; Musik: Georg Danzer, Aufführungsort: dietheater Konzerthaus
- „Wiener Picknick-Tag“, Moderation des 2. Wiener Picknick-Tages im Stadtpark für die Stadt Wien
- „Chio-Chips-Tour“, Moderation am Donauinselfest im FM4-Bereich für Pusca Promotion inkl. DJ-Tätigkeit
- Komödienspiele Porcia, 2003
  - „Die Geschichte vom braven Soldaten Schweik“ – Bearbeitung von Robert Gillner, in 8 verschiedenen Rollen, u. a. als Sanitätsfeldwebel, als Hauptwachtmann etc., zusätzlich: Regieassistent, Regie: Fritz Muliar
  - „Tartuffe“ von Molier, In der Rolle des Loyal, Regie: Peter Pikl
  - „Komödienschule“ Porcia, Leitung des Kinderschauspielkurses
- „Silvesterpfad“ Wien, Moderation auf der „Musikstraße“, Kärntner Straße inkl. DJ-Tätigkeit

2002
- „Verliebt, verlobt, verhext“, Assistenz bei einem Schulprojekt des Gymnasiums Unterbergergasse, 1020 Wien in Zusammenarbeit mit dem Theaterverein Grünschnabel, Regie: Markus Thill
- „Feydeau im Irrenhaus“ von Robert Quitter, In der Rolle des Mexikaners, Regie: Robert Quitter, Aufführungsort: Jugendstiltheater Wien
- „Die kleine Hexe“ n.e. Bearbeitung von Markus Tavakoli, Bearbeitung, Regie, Bühnenbild und Kostüme: Markus Tavakoli, Schulprojekt der Volksschule Johnstraße, 1150 Wien
- „36 Stunden Impromarathon“ von ImP-acT, Spielleitung und Coaching: Michaela Obertscheider, Aufführungsort: Sargfabrik, Wien
- „Siemens Mobile Wavetour“, Moderation der Siemens Mobile Wavetour am Donauinselfest in Wien inkl. DJ-Tätigkeit
- Komödienspiele Porcia 2002
  - „Oh wie schön ist Panama“ – n.e. Bearbeitung von Alexander Kratzer, Rolle des kleinen Bären, Regie: Alexander Kratzer
  - „Die Geschichte vom braven Soldaten Schweik“ – n.e. Bearbeitung von Robert Gillner, in 8 verschiedenen Rollen, u. a. als Sanitätsfeldwebel, als Hauptwachtmann und Zugschaffner, zusätzlich: Regieassistent Regie: Fritz Muliar
- „Silvesterpfad“ Wien, Moderation auf der „Musikstraße“, Kärntner Straße inkl. DJ-Tätigkeit

2001
- Komödienspiele Porcia 2001
  - „Pinocchio“ – n.e. Bearbeitung von Elfriede Schüsseleder, in der Rolle des Meister Gepetto, Regie: Elfriede Schüsseleder
  - „Der gefoppte Ehemann“ von Moliere, Rolle des Colin, zusätzlich: Regieassistent, Regie: Peter Pikl
  - „Einen Jux will er sich machen“ von Johann Nestroy, Rolle des Wächters, Regie: Klaus Gmeiner

2000
- „Halbe Wahrheiten“ von Alan Aychbourn (Relatively Speaking), Rolle des Greg, Regie: Lotte Kaunzer; Produktion: eigenArt, Aufführungsort: Turmtheater Regensburg
- „Die Heirat“ von Nikolai Gogol, Rolle des Stepan, Regie: Elfriede Schüsseleder, Aufführungsort: Studiobühne Reduta, Berlin
- „The Problem“ (englisch orig.) von A.R. Gurney Jr., Rolle des Ehemanns, Regie: David Cameron, Aufführungsort: English Theatre Studiobühne Prof. Krauss, Wien
- „Furcht und Elend des 3. Reiches“ von Bertolt Brecht, diverse Rollen, Regie: Reinhardt Winter, Aufführungsort: Studiobühne Prof. Krauss, Wien
- „Was ihr wollt“ (twelfth night) von William Shakespeare, Rolle des Antonio, Regie: Thierry Bruehl, Produktion: eluatu, Aufführungsort: im ehemaligen Mode- und Hutmachergeschäft Blindengasse 3, 1080 Wien
- „Geschlossene Gesellschaft“ von Jean-Paul Sartre, Rolle des Garcin, Regie: Ludwig Kaschke, Aufführungsort: Studiobühne Prof. Krauss, Wien

| Personendaten    | Personendaten                                                  |
| ---------------- | -------------------------------------------------------------- |
| NAME             | Tavakoli, Markus                                               |
| ALTERNATIVNAMEN  | Tavakoli, Markus B.                                            |
| KURZBESCHREIBUNG | österreichischer Schauspieler, Regisseur, DJ und Sounddesigner |
| GEBURTSDATUM     | 14. Juli 1974                                                  |
| GEBURTSORT       | Klosterneuburg                                                 |